# Tadeusz Różewicz

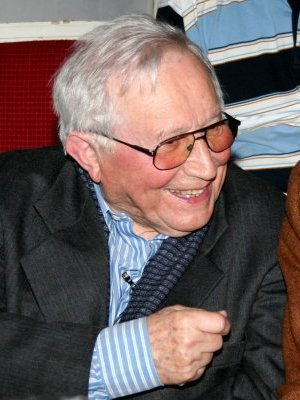
Tadeusz Różewicz

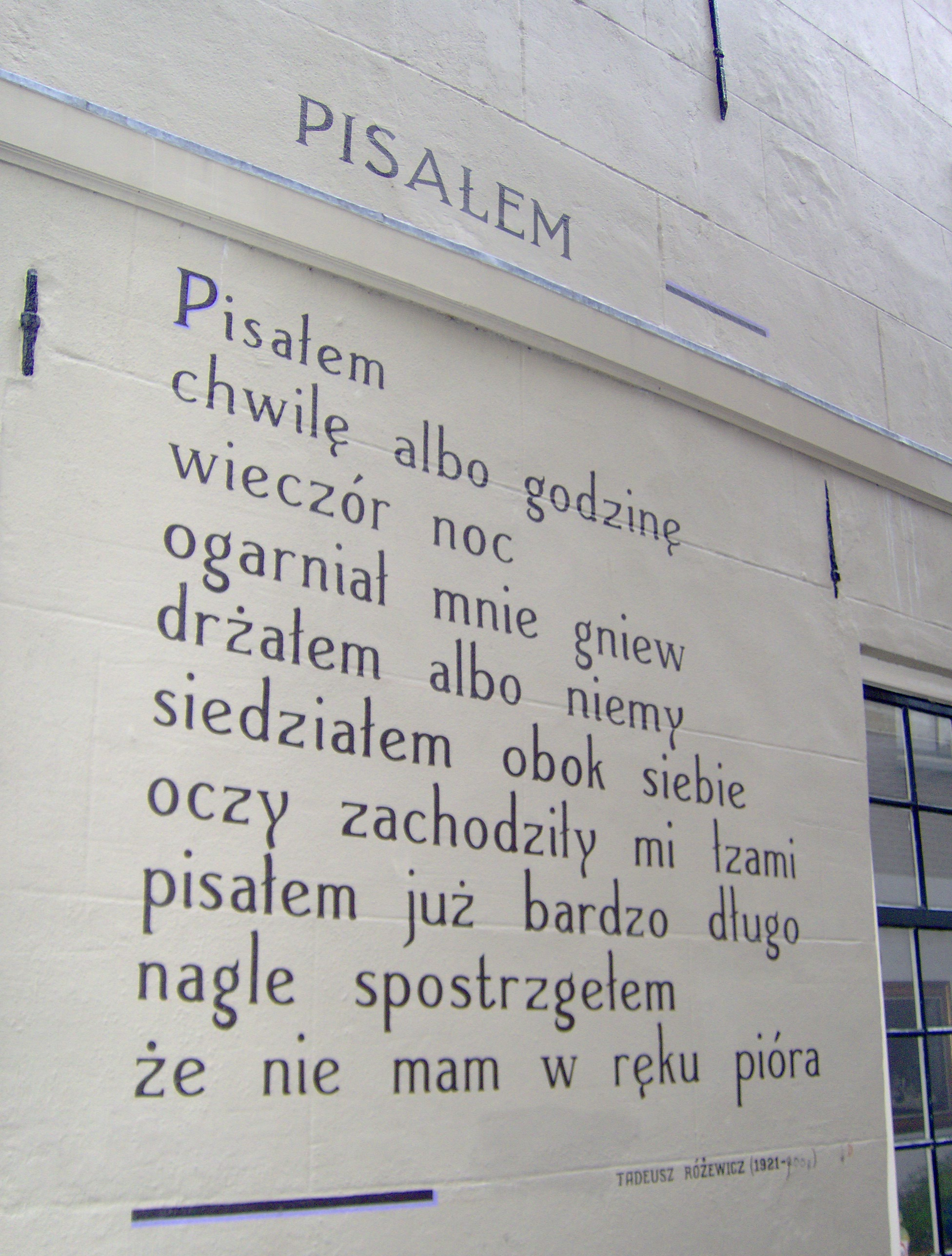
Różewicz' gedicht Pisalem op een muur in Leiden

Tadeusz Różewicz (Radomsko, 9 oktober 1921 – Wrocław, 24 april 2014) was een Pools toneelschrijver en dichter. 
Różewicz behoort tot de eerste generatie Polen die werd geboren en grootgebracht na de Poolse onafhankelijkheid in 1918. Zijn jeugdgedichten werden in 1938 gepubliceerd. Gedurende de Tweede Wereldoorlog was hij net als zijn broer Janusz (die ook dichtte) lid van de Poolse verzetsbeweging Armia Krajowa.
Hoewel zijn broer in 1944 door de Gestapo werd geëxecuteerd, overleefde Różewicz de oorlog. Bij zijn debuut als dramaturg in 1960 had hij reeds twaalf dichtwerken op zijn naam staan. Sindsdien schreef hij het script voor meer dan vijftien theaterstukken. Różewicz wordt gezien als een van de belangrijkste vertegenwoordigers van de naoorlogse Poolse dichtkunst.
- Bibsys: 90060128
- Biblioteca Nacional de España: XX1425831
- Bibliothèque nationale de France: cb120249009 (data)
- Catàleg d'autoritats de noms i títols de Catalunya: 981058511522106706
- CiNii: DA0632820X
- Gemeinsame Normdatei: 118791451
- International Standard Name Identifier: 0000 0001 2096 7700
- Library of Congress Control Number: n50025985
- Nationale Bibliotheek van Letland: 000172213
- MusicBrainz: 5c3be864-54b2-4d72-9d04-881f880d595f
- Nationale Bibliotheek van Tsjechië: jn20000604716
- Nationale bibliotheek van Australië: 35811344
- Nationale Bibliotheek van Israël: 987007462596205171
- Nationale Bibliotheek van Polen: a0000002868965
- Nationale en Universitaire bibliotheek Zagreb: 000006901
- Nederlandse Thesaurus van Auteursnamen: 068898371
- Réseau des bibliothèques de Suisse occidentale: 02-A000141079
- Istituto Centrale per il Catalogo Unico: MILV055908
- LIBRIS: 222751
- Système universitaire de documentation: 028408349
- Trove: 1098451
- Virtual International Authority File: 102376422
- WorldCat: E39PBJgHchjQPy9Y3trXTvkkXd